# Morgan Lost
Morgan Lost è un personaggio immaginario ideato da Claudio Chiaverotti e protagonista di una serie e sette miniserie a fumetti pubblicate in Italia dalla Sergio Bonelli Editore dal 2015. La testata è stata la prima pubblicata in tricromia dalla casa editrice, in scala di grigi e rosso. L'utilizzo della tricromia viene abbandonato a partire dalla terza serie.

## Storia editoriale

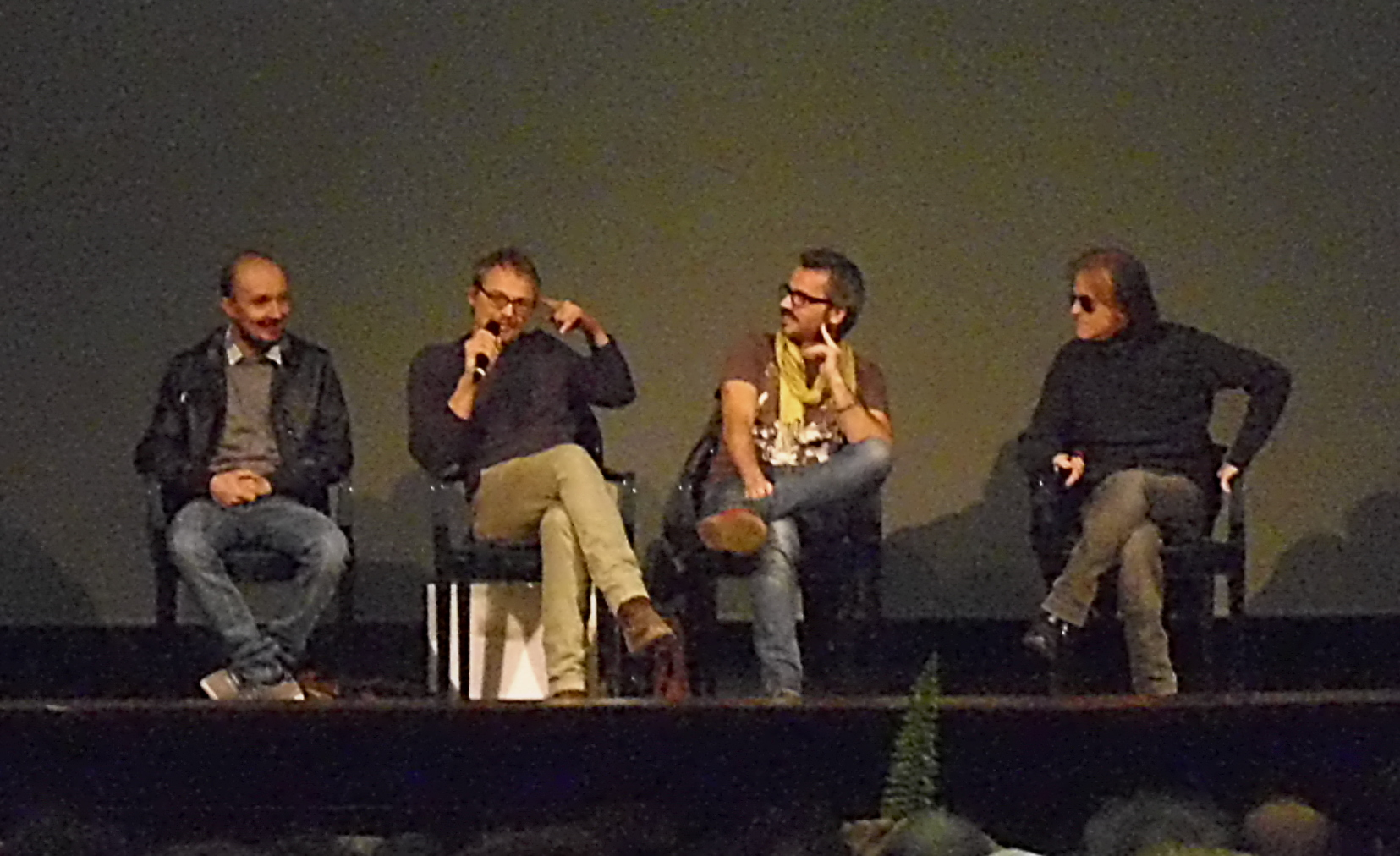
Presentazione della serie alla Mostra internazionale dei cartoonists 2015 di Rapallo. Sulla destra il creatore Claudio Chiaverotti.

La prima serie venne pubblicata da ottobre 2015 a settembre 2017 per 24 numeri dalla Sergio Bonelli Editore e ideata e interamente sceneggiata da Claudio Chiaverotti; venne pubblicata nel classico formato della casa editrice a 100 pagine ma, esclusa la copertina, in tricromia, in una scala di grigi e rosso. L'uso del rosso è giustificato con il daltonismo del protagonista. Le storie a fumetti sono sempre inedite e auto-conclusive esclusa la prima divisa in due puntate. La terza pagina è occupata da un frontespizio, mentre la quarta pagina è occupata da una rubrica della posta dei lettori, Lost Mail. Per rilanciare il personaggio, la prima serie venne interrotta ed esordì a novembre 2017 una seconda serie di 10 numeri, Morgan Lost - Dark Novels, edita in un formato di dimensioni maggiori (17 x 23 cm) e minor numero di pagine (64) che si concluse ad agosto 2018. Il personaggio ritorna in un doppio albo crossover con Dylan Dog, Morgan Lost & Dylan Dog, il cui primo volume viene pubblicato a novembre 2018 come prologo della terza serie, Morgan Lost - Black Novels, al termine della quale, con un'altra storia doppia, continua il ciclo crossover. La terza serie viene pubblicata in bianco e nero, ad esclusione del primo albo a colori, abbandonando quindi la caratteristica tricromia, edita fino a luglio 2019 per sei albi. La quarta miniserie, Morgan Lost - Night Novels, ha esordito a novembre 2019, ancora in bianco e nero e prosegue l'arco narrativo della seconda e terza serie. Dopo otto albi si chiude anche queste serie a cui fa seguito un ulteriore team up con Dylan Dog di due albi, prosecuzione del precedente. A luglio 2021, e per 6 albi, esce la quinta serie intitolata Scream Novels che mantiene le caratteristiche della terza e quarta, mentre l'anno successivo, sempre nel mese di luglio, esce la sesta serie intitolata Fear Novels che si conclude dopo 8 albi. Dopo una pausa di alcuni mesi, ad ottobre 2023 esce la settima serie intitolata Nuove Origini che dal quarto albo passa dalla consueta cadenza mensile ad una bimestrale. Col nono albo di questa serie, la testata chiude definitivamente.

## Trama
Il fumetto è ambientato in un mondo alternativo altamente burocratizzato in cui non si è svolta la seconda guerra mondiale, in una New York in cui l'architettura riprende temi ed estetica dell'antico Egitto, rinominata New Heliopolis. I criminali vengono idolatrati e alcune persone arrivano a sperare di essere uccise da uno di loro. L'emittente locale "Jackpoker" offre ai cittadini il notiziario dei serial killer, dove vengono mostrate in successione foto di assassini con la loro rispettiva taglia in eurodollari, moneta corrente del posto. L'economia di New Heliopolis è fortemente influenzata dalla presenza dei serial killer, tanto da spingere il Direttore Generale del Tempio della Burocrazia, l'ente che gestisce tutti gli aspetti della città, ad assumere alcuni di questi assassini da altri paesi. In supporto alla polizia, nella cattura di questi serial killer ci sono i cacciatori di taglie, regolarmente dotati di tesserino ed esperti di profiling, di cui fa parte anche Morgan Lost, che soffrendo di insonnia ed essendo tormentato dai fantasmi del passato, usa il suo lavoro come sfogo.

## Personaggi
- Morgan Lost: cacciatore di taglie specializzato nella cattura di serial killer. Nasce negli anni venti del 1900 e rimane presto orfano[12] finendo in un istituto. Una volta cresciuto diviene il proprietario di un cinema d'essai, l'Empire, che gestisce per un certo periodo insieme alla fidanzata Lisbeth Connor. Una sera i due vengono rapiti da uomini mascherati che li torturano dopo aver tatuato loro in volto un tatuaggio denominato "Sguardo di Seth" rassomigliante ad una mascherina nera che circonda gli occhi, che i loro aguzzini disegnavano ritualisticamente sulle loro vittime. Lisbeth muore ma Morgan riesce a salvarsi, decidendo di non rimuovere il tatuaggio. A seguito di questa esperienza vende il cinema al suo vecchio amico Fitz e intraprende la carriera di cacciatore di serial-killer[13], mettendo sulla fibbia della sua cintura il simbolo della pace, ricavato dal ciondolo che Lisbeth portava al collo prima del loro rapimento. Sei anni dopo il personaggio vive in un loft ricavato all'interno di un vano di un vecchio orologio in cima ad un grattacielo. Il loft, visto il precedente mestiere del protagonista, presenta numerosi memoriabilia legati al cinema, come locandine di film, cineprese e una riproduzione della famosa scena della Luna con la navicella nell'occhio tratta dal film Viaggio nella Luna di Georges Méliès. È spesso tormentato per i traumi passati e quando si trova in situazioni di forte stress psicologico gli capita di balbettare, cosa che accadeva anche negli anni in cui si trovava in orfanotrofio. Soffre di una grave forma di insonnia che lo porta a non dormire anche per diverse notti di seguito e che gli provoca forti emicranie. Quando si trova nei pressi del mare, Morgan ha strane visioni per cui vede in balia delle onde gli assassini a cui ha dato la caccia e che ha ucciso, comodamente seduti su delle poltrone, mentre lo osservano. Soffre inoltre di una forma molto particolare di daltonismo che gli fa vedere il mondo in scale di grigio e rosso (espediente utilizzato per giustificare la tricromia degli albi, in questo modo il lettore vede il mondo di Morgan Lost così come lo vede lui).[14] All'inizio della terza serie, riprende a vedere i colori normalmente per noi aggravarsi ulteriormente a causa della morte di Lisbeth, vedendo solamente in bianco e nero (espediente utilizzato per giustificare il primo albo a colori della terza serie e il successivo passaggio al bianco e nero dagli albi seguenti).
- Lisbeth Connor: compagna di Morgan, donna romantica e con la passione per le fate, lavorava al cinema Empire ma al contrario di Morgan non apprezzava il genere di pellicole che il fidanzato si era specializzato a distribuire. Nonostante Morgan creda sia stata uccisa la notte del rapimento, viene invece imprigionata nell'appartamento del Direttore del Tempio della Burocrazia essendo portatrice sana della sua medesima patologia  . Dopo un lavaggio del cervello affinché si dimenticasse della sua vita precedente e vivesse con il Direttore, essendo l'unica donna con cui potesse stare senza rischiare la vita, Lisbeth riuscì a fuggire e spinta dai traumi che riaffioravano nella sua mente iniziò a uccidere, replicando i metodi dei suoi aguzzini. Muore alla fine della seconda serie, dopo essersi riunita con Morgan.
- Pandora Stillman: la più grande criminologa di New Heliopolis e insegnante di Morgan Lost al corso di cacciatore di serial killer. Una donna affascinante e geniale, che ha fermato alcuni tra i peggiori serial killer della metropoli. Un giorno, dopo una conferenza, viene aggredita e quasi uccisa da Wallendream, un pericoloso assassino definito la "rockstar dei serial-killer". Tale trauma non le ha impedito di proseguire nella sua attività seppure debilitandola e costringendola a numerose terapie anche dopo essere stata dimessa dall'ospedale[15]. Nella terza serie si scopre che ha in cura il Direttore Generale del Tempio della Burocrazia, senza averlo mai confessato a Morgan, essendo segretamente innamorata di lui.
- Inge: giovane infermiera di origine tedesche che assiste Pandora nella sua convalescenza con fermezza e rigore. Benché utilizzino un linguaggio formale esiste una salda complicità con la dottoressa Stillman, che porterà ad una breve relazione tra le due, e con lo stesso Morgan, i quali non perdono occasione per ironizzare sulla sua severità e compostezza.
- Regina Dolarhyde: capitano della polizia di New Heliopolis e contatto personale di Morgan che è solita appellare con il nomignolo "bell'uomo". Sei anni prima, con il grado di sergente, fu lei a liberare Morgan dai suoi aguzzini traendolo in salvo. Ha dei problemi irrisolti con il suo ex-marito che cita in più occasioni[15]. A seguito del sequestro della figlia, finisce in ospedale nel tentativo di liberarla per poi essere sostituita da Octavia Ring come nuovo capitano della polizia.
- Fitz: amico di Morgan, è il nuovo proprietario dell'Empire. Fitz possiede un'immensa cineteca con pellicole di tutti i generi, ottenute grazie ai suoi trascorsi lavorativi. Non rifiuta mai una proiezione speciale solo per Morgan quando questi glielo chiede.
- Igraine: amica e collega cacciatrice di serial-killer di Morgan Lost. I due hanno un legame molto forte che non sfocia nel passionale anche se sembra che lei sia innamorata di lui. A seguito di una caccia, subirà degli abusi che rinforzeranno ulteriormente il rapporto con Morgan.
- Jack e Farley: altri due amici e colleghi cacciatori di Morgan e Igraine. I quattro sono soliti ritrovarsi nel tempo libero in un bar e collaborare, seppure Morgan preferisca sempre agire in solitaria.
- Eva: è una cameriera dell'Hopper's Bar presso cui sono soliti ritrovarsi Morgan e i suoi colleghi. Sicura di sé, Eva non lesina consigli e una certa premura ai suoi clienti abituali occupandosi di loro come una sorella maggiore[15].
- Mary Goodnight: nota disc jockey di Radio Landscape, si definisce la "più cool di New Heliopolis", allieta i suoi ascoltatori con le musiche da lei scelte, che spesso appartengono al suo gruppo preferito le "Sweetmistress"
- Smiley: un uomo a capo di una rete di attività malavitose che una volta Morgan salvò da un serial killer. Smiley si rapporto in modo cordiale con il suo salvatore e alle volte gli presta aiuto come informatore. È molto basso di statura e si accompagna sempre ad un coccodrillo che tiene al guinzaglio e a cui ha dato il nome di Albert. Ha un conto in sospeso con Wallendream che gli ha ucciso il fratello in un tentativo di catturarlo per incassarne la taglia.
- Il Direttore Generale del Tempio della Burocrazia: l'uomo più potente di New Heliopolis. Salito al potere dopo la destituzione del precedente governatore, pensato come figura di transizione, ha saputo consolidare la propria posizione seppure a distanza. L'uomo è infatti affetto da una particolare patologia che lo rende privo di difese immunitarie e anche il solo contatto con un batterio gli sarebbe fatale. A dispetto di ciò è dotato di una incredibile forza e autorità, unite ad una vena di follia e spregiudicatezza. Questo lo rende l'avversario più temibile di Morgan Lost[16]. Diventerà egli stesso un serial killer, perdendo poi il controllo di New Heliopolis le cui azioni verranno acquisite al 51% da un nuovo Direttore Generale. In seguito riuscirà a riprendersi il proprio posto, riottenendo la carica di Direttore Generale.
- Wallendream: la "rockstar dei serial-killer", il più pericoloso ed efferato assassino in circolazione con più di venti persone uccise per mano sua. La sua firma è una rosa nera senza spine infilata nella bocca delle sue vittime, rose che coltiva lui stesso. Ha un abbigliamento eccentrico caratterizzato da un paio di occhiali con un lungo naso posticcio. Wallendream è particolare come assassino perché non ha un profilo specifico; Pandora Stillman lo ha definito come "un essere amorfo, senza una personalità definita [...] ogni giorno si distrugge e si ricrea"[16]. Per via di queste parole l'ha attaccata e quasi uccisa, sviluppando in seguito una sorta di perverso amore per lei che lo ha portato a violentarla[17]. Viene ucciso da Morgan Lost alla fine della seconda serie, ma tornerà comunque nelle serie successive.
- Finker Dead: il serial-killer che ha seviziato Morgan e Lisbeth con un modus operandi ritualistico caratterizzato dai richiami alla divinità egizia Seth. Rinchiuso nel manicomio criminale Shablands, è riuscito ad evitare la pena capitale grazie all'intervento del padre, noto avvocato, benché vi sia un pubblico ministero, Lincoln Barret, che sta cercando di cambiare la sentenza[13].
- Greta: fidanzata di Wallendream, diventa immediatamente sua complice nei delitti, per poi raccoglierne l'eredità diventando una serial killer, indossando i suoi occhiali col lungo naso e venendo quindi chiamata dai media Miss Wallendream. Dopo essere stata rapita da Smiley, riesce a scappare con l'obiettivo di vendicare il suo fidanzato, uccidendo Morgan Lost. Una volta trovato, invece di ucciderlo sfrutta la sua temporanea cecità per intraprendere una relazione con lui, rimanendo successivamente incinta di Morgan che, appresa la notizia, decide di fuggire con lei in Europa. La sua indole da serial killer le impedirà però di fuggire a Parigi assieme al suo amato, per rimanere poi vittima di un agguato da parte di un altro serial killer, a cui successivamente Morgan Lost darà la caccia affamato di vendetta, perdendo il bambino che aveva in grembo.
- Abel Krieger: abile manipolatore affetto da disturbo dissociativo dell'identità, in cura da una psicologa che si scoprirà invece essere la sua seconda personalità. Grazie a questa seconda personalità, diventerà la segretaria del nuovo Direttore Generale del Tempio della Burocrazia che le cederà poi l'incarico fuggendo in Alabama assieme ad una immemore Greta. In seguito perderà la carica in favore del precedente Direttore Generale.
- Octavia Ring: nuovo capitano della polizia di New Heliopolis in sostituzione di Regina Dolarhyde. La donna soffre di gravi problemi di alcolismo che non riesce a risolvere, nonostante lo stesso Morgan Lost provi ad aiutarla a più riprese. Tra i due è inoltre presente un feeling che sembra andare oltre il solo lato professionale.

## Crossover
Elenco dei personaggi protagonisti di altre serie a fumetti della Sergio Bonelli Editore con i quali il personaggio ha effettuato crossover e con cui condivide, di conseguenza, lo stesso universo narrativo:
- Brendon: Morgan ha incontrato Brendon D'Arkness, fumetto creato sempre da Claudio Chiaverotti, nello Speciale Brendon n. 13 intitolato La mappa delle stelle.
- Dylan Dog: Morgan ha incontrato Dylan Dog in una miniserie crossover in sei albi, i cui primi due sono usciti prima della terza serie regolare, il terzo e il quarto dopo la fine della stessa e gli ultimi due dopo la fine della quarta serie.